# Marcos Arturo Beltrán-Leyva
(Marcos) Arturo Beltrán Leyva (27 tháng 9 năm 1961 – 16 tháng 12 năm 2009) là người cầm đầu tổ chức vận chuyển ma túy México được biết đến là Tổ chức Beltrán-Leyva, được lãnh đạo bởi anh em Beltrán Leyva: Marcos Arturo, Mario Alberto, Carlos, Alfredo và Héctor. Băng này chịu trách nhiệm sản xuất, vận chuyển và buôn bán cocain, cần sa, bạch phiến và methamphetamine.
Băng kiểm soát rất nhiều hành lang buôn bán ma túy vào Hoa Kỳ và cũng trách nhiệm của buôn lậu con người, rửa tiền, tống tiền, bắt cóc, giết người, giết chết hợp đồng, tra tấn, vận chuyển vũ khí và hành vi khác bạo lực đối với nam giới, phụ nữ và trẻ em ở Mexico. Tổ chức này có liên hệ với các vụ ám sát nhiều cán bộ thực thi pháp luật Mexico.
Từ giữa thập niên 1990, Arturo Beltrán Leyva bị cáo buộc lãnh đạo các băng đảng sát thủ hùng mạnh để đánh hòng kiểm soát các tuyến đường thương mại ở đông bắc Mexico. Đến năm 2008, thông qua việc áp dụng tham nhũng hoặc đe dọa, ông đã có thể xâm nhập hàng chính trị, tư pháp và các tổ chức cảnh sát cấp dữ liệu Mexico để phân loại thông tin về các hoạt động chống ma túy, và thậm chí thâm nhập cả vào văn phòng Interpol tại Mexico.
Anh em Beltrán Leyva, những người trước đó đã liên kết với băng đảng Sinaloa, giờ là đồng minh của Los Zetas của băng Golfo.